# Estrella de Oro
La Estrella de Oro es la Condecoración del Estado más alta en la antigua Unión Soviética y los variados estados postsoviéticos. Los títulos que vinieron con la condecoración fueron el formalmente Héroe de la Unión Soviética y el actual Héroe de la Federación Rusa, el Héroe de Ucrania y el Héroe de Bielorrusia.
La Estrella de Oro fue establecida por el decreto de la Presídium del Sóviet Supremo de la URSS el 1 de agosto de 1939 (fue llamado "Héroe de la Unión Soviética" hasta el 16 de octubre de 1939). Esta medalla es una estrella de oro que cuelga de una cinta del color (es) de la bandera del país que la publicó (roja por la URSS; blanca, azul y roja por la Federación de Rusia). Es usada en el lado izquierdo del pecho sobre otras órdenes y medallas.
La medalla es concesionada por logros extraordinarios en el servicio militar o en el Ministerio de Asuntos Internos (MVD), a menudo después del fallecimiento. Múltiples medallas pueden ser concesionadas; Aleksandr Pokryshkin e Iván Kozhedub (el aliado, as del aire de la Segunda Guerra Mundial con 59 y 64 derribos, respectivamente) fueron famosos por ganarse tres Estrellas de Oro cada uno. En los últimos años de los soviéticos, fueron principalmente cosmonautas los que recibieron la concesión, como cosmonautas soviéticos que sirvieron en la Fuerza Aérea Rusa (VVS).
La concesión perdió algo de su sentido cuando los líderes soviéticos después de Iósif Stalin empezaron a entregarse a sí mismos Estrellas de Oro. Leonid Brézhnev fue "concesionado" con cuatro durante su vida. En los años de las dos Guerras de Chechenia (1994–1996 y 1999—2009) crearon muchos Héroes de la Federación de Rusia, principalmente entre la milicia y los hombres de servicio del MVD.

## Galería

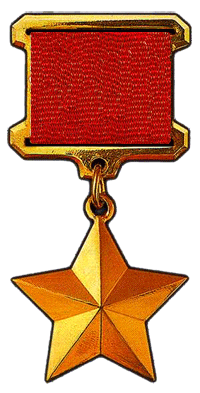
Estrella de Oro del Héroe de la Unión Soviética
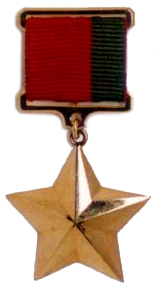
Estrella de Oro del Héroe de Bielorrusia
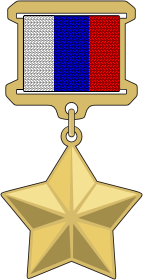
Estrella de Oro del Héroe de la Federación Rusa
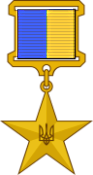
Estrella de Oro del Héroe de Ucrania

- Datos: Q1948730
- Multimedia: Medal «Golden Star» (USSR) / Q1948730